# Hunspach
Hunspach ist eine französische Gemeinde mit 621 Einwohnern (Stand 1. Januar 2021) im Département Bas-Rhin in der Europäischen Gebietskörperschaft Elsass und in der Region Grand Est.

## Geographie
Die im Gemeinde liegt neun Kilometer südlich von Wissembourg im Regionalen Naturpark Vosges du Nord, dem französischen Teil des Biosphärenreservats Pfälzer Wald-Vosges du Nord.

## Geschichte
Hunspach  wurde 1298 erstmals erwähnt, 1324 an Heinrich Puller von Hohenburg verschenkt. In der Zeit der Reformation trat die Gemeinde zum evangelischen Glauben über. Im Jahr 1633 wurde Hunspach während des Dreißigjährigen Krieges von kaiserlichen Truppen niedergebrannt. 
2020 wurde die Gemeinde von der Vereinigung Les plus beaux villages de France in die Reihe der schönsten Dörfer Frankreichs aufgenommen.

## Wappen
Wappenbeschreibung: Geteilt und halbgespalten; Oben Gold mit blau gezungten und blau bewehrten wachsenen roten Löwen aus der Teilung und unten Gold und Blau mit goldenem Stern.

## Bevölkerungsentwicklung
| Jahr      | 1962 | 1968 | 1975 | 1982 | 1990 | 1999 | 2005 | 2017 |
| --------- | ---- | ---- | ---- | ---- | ---- | ---- | ---- | ---- |
| Einwohner | 627  | 636  | 600  | 573  | 615  | 671  | 684  | 637  |

## Sehenswürdigkeiten

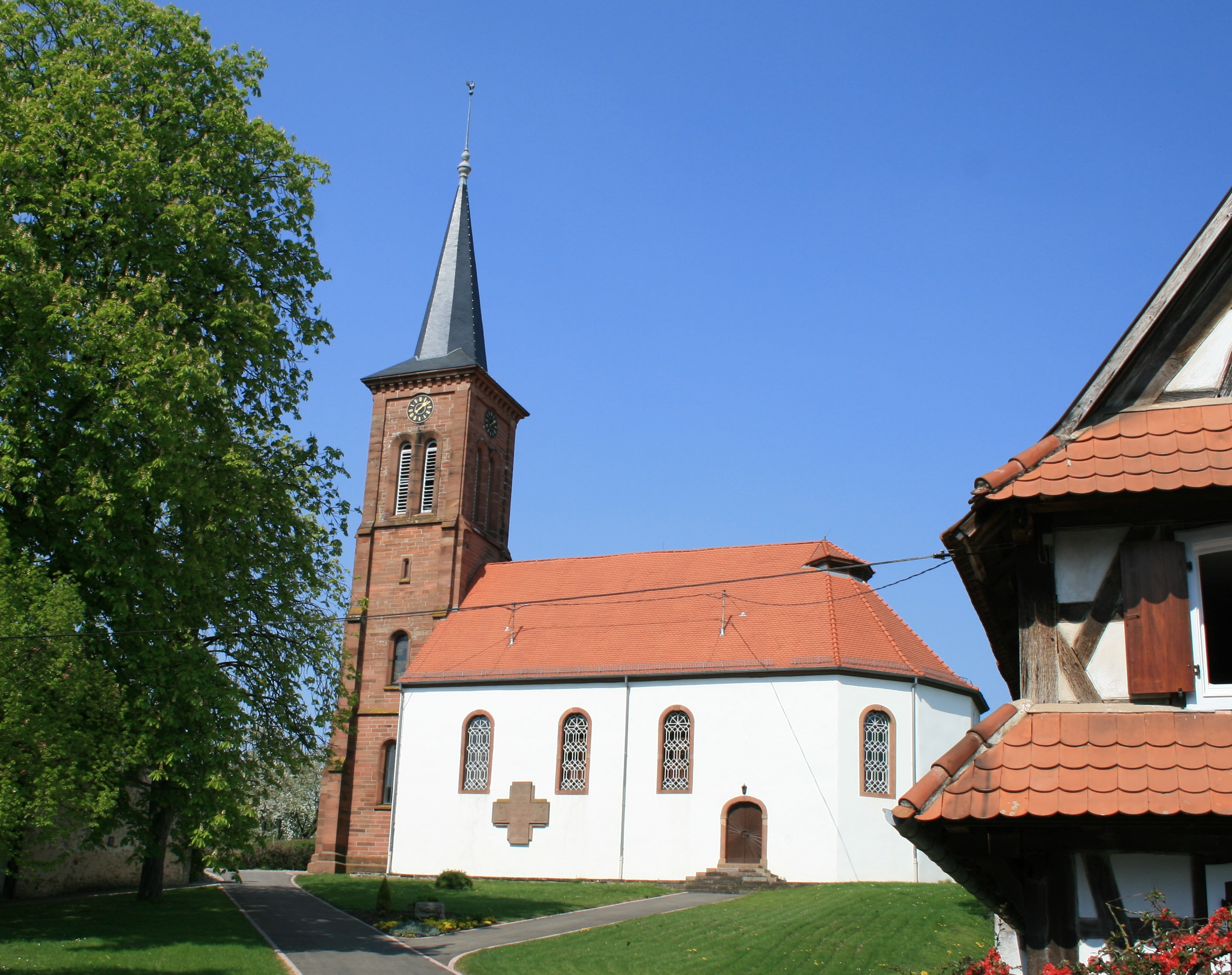
Protestantische Kirche Hunspach (EPRAL)

Weiß gestrichene Fachwerkhäuser prägen das Bild. Die offenen Höfe geben den Blick bis ins Zentrum der Anwesen frei.

## Persönlichkeiten
- Hans Rott (1876–1942), deutscher Kunsthistoriker